# Ајвс Естејтс (Флорида)
Ајвс Естејтс (енгл. Ives Estates) насељено је место без административног статуса у америчкој савезној држави Флорида.

## Демографија
По попису из 2010. године број становника је 19.525, што је 1.939 (11,0%) становника више него 2000. године.
| Група             | 2000.         | 2010.         |
| Белци             | 5.863 (33,3%) | 3.639 (18,6%) |
| Афроамериканци    | 6.174 (35,1%) | 9.755 (50,0%) |
| Азијати           | 815 (4,6%)    | 579 (3,0%)    |
| Хиспаноамериканци | 4.234 (24,1%) | 5.402 (27,7%) |
| Укупно            | 17.586        | 19.525        |